# Евангелос Венизелос
Ева̀нгелос Венизѐлос (на гръцки: Ευάγγελος Βενιζέλος) е гръцки държавен и политически деец от ПАСОК, юрист и бивш държавен глава на п-в Атон в качеството си на външен министър на Република Гърция. Фамилията му е обща с гръцкия министър-председател Елевтериос Венизелос, но нямат роднинска връзка.

## Обща биография
Евангелос Венизелос е роден на 1 януари 1957 година в Солун. През периода 1974 – 1978 г. е студент в Солунския университет „Аристотел“. Завършва докторантура в Университета Париж-II: Пантеон-Асас (1980), получава докторска степен по право в СУ „Аристотел“.
От 1984 г. е преподавател в Солунския университет „Аристотел“, а после и професор по конституционно право. Работил е в съвета на Националния център за държавно управление, Националната банка на Гърция (като заместник на Лукас Пападимос) и Комитета по регионално радио (независим орган за надзор на местните радиостанции в Гърция).
Автор е редица книги, монографии и статии, вкл. по системата на висшето образование в страната, по медиите, както и по текущи политически въпроси, външната политика, културата и политиката за развитие. Свободно владее френски и английски език.

## Политическа кариера
Бил е член на Централния съвет на студентския съюз на СУ „Аристотел“ (от 1977) и на Националния студентски съюз на Гърция (от 1975). Става член на ЦК на ПАСОК през 1990 г. Влизал е в Изпълнителния политически комитет на ПАСОК.
Превръща се в национална фигура през 1989 г., когато успешно защитава Андреас Папандреу от обвиненията в корупция. По време на процеса Венизелос демонстрира силната си ораторска дарба. Впечатлен от младия си адвокат Андреас Папандреу го включва в списъка на ПАСОК за парламентарни кандидати през 1993 г. Когато ПАСОК се завръща на власт през същата година, Венизелос става говорител на правителството.
Избиран е за депутат в Гръцкия парламент от партията ПАСОК от Солун (1993, 1996 и през 2000-те). Бил е член на парламентарния комитет за промени в Конституцията. Избиран е за председател на парламентарната група на ПАСОК (1993, 1996, 2000, 2004 и 2007). Бил е член на Постоянния комитет по националната отбрана и външните работи, по държавното управление, обществения ред и правосъдието и по европейските дела.
Заемал е редица ключеви длъжности в социалистическите правителства под ръководството на Константинос Симитис. Бил и представител на правителството (13 октомври 1993 – 8 юли 1994), министър по печата и СМИ и едновременно представител на правителството (до 15 септември 1995), след което е министър на транспорта и съобщенията на Гърция до 22 януари 1996 г. Бил е министър на правосъдието (до 5 септември 1996), на културата (до 19 февруари 1999). После (до 13 април 2000) е министър по развитието и отново на културата (до 10 март 2004).
След поражението на ПАСОК на парламентарните избори през 2007 г. е кандидат за лидер на партията, обаче отстъпва на Геооргиос Папандреу, получавайки 38,18 % против 55,91 % от гласовете.
В министерския кабинет на ПАСОК от 7 октомври 2009 г. получава поста министър на националната отбрана на Гърция. След промените в правителството от 17 юни 2011 г. в условията на остра политическа и финансова криза, заема ключевите постове на заместник министър-председател и на министър на финансите. На 10 ноември кабинета на Папандреу пада, но Венизелос успява да запази поста министър на финансите в правителството на национално единство на Лукас Пападимос.
На конгреса на ПАСОК през март 2012 г. е избран за лидер на партията.
На 6 май 2012 г. ПАСОК се класира на трето място в парламентарни избори с 13,2%, а месец по-късно при изборите на 17 юни 2012 г. постига още по-слаб резултат – 12,28% и 33 депутатски места. Независимо от това ПАСОК участва в коалиционните правителства на Андонис Самарас, а от 25 юни 2013 г. Евангелос Венизелос влиза лично в кабинета като вицепремиер и министър на външните работи.